# 藤原和博 (ナレーター)
藤原 和博（ふじわら かずひろ、12月28日 - ）は、日本のナレーター・声優。秋田県生まれ、福島県育ち。血液型B型。ナレータープロダクション『洒落 Sharaku』所属。
特技は、実演販売、ものまね、筋伸張調整法（全身マッサージ）、リフレクソロジー、人力車による浅草観光案内。趣味は、バイク、椅子収集、キャンプ、読書、家庭菜園。

## 出演作品

### TVナレーション
- ノンストップ!（フジテレビ系列）
- ノンストップ！SP 運命と闘ったQUEEN～肖像画でたどる英国王室物語～（フジテレビ系列）
- ディノス いいものプレミアム（フジテレビ系列）
- データがない！～つぶやきたくなる令和の新事実〜（番宣）（フジテレビ系列）
- 旅するためのゴガク（PR特番）（NHK Eテレ）
- 水野美紀の映画生活 (讀賣テレビ)
- ぶらぶら！D級ウォーカー（東海テレビ）
- サタデーステーション ネット企画（テレビ朝日）
- チャンネルガイド (日経CNBC)
- 報道ライブ インサイドOUT（BS11）
- 今日は山の日 行こう！みんなで山散歩（BS11）
- BS11cup 全日本eスポーツ学生選手権大会（BS11）
- 密着！日本を守る湾岸Gメンと水際の番人達（番宣） (BS日テレ)
- 空先案内人 やしま真麻の世界飛ンデモ大百科 (BS日テレ)
- 華原朋美のトモちゃんといっしょ（番宣）（AbemaTV）
- Yahoo！ニュース動画（Yahoo!）
- キャシー中島のお部屋を彩るハワイアンキルトの世界（iTSCOMch）
- デビュー50周年 とどけ！心の歌 八代亜紀 Anniversary Live（iTSCOMch）

### TVボイスオーバー
- 地球メシ〜しんどくてうまい！究極の一皿〜（NHK）
- 突撃！カネオくん（NHK）
- ノンストップ!（フジテレビ系列）
- みんなのニュース（フジテレビ系列）
- 坂上どうぶつ王国 （フジテレビ系列）
- 坂上忍のどうぶつ珍プレー好プレー大賞 （フジテレビ系列）
- 絶体絶命クライシス〜その瞬間 命は救われた！〜 （フジテレビ系列）
- ポケモンGOが変えた世界（フジテレビ系列）
- 目撃!超逆転スクープ 世紀の誘拐事件と奇跡の生還SP（フジテレビ系列）
- 目撃！超逆転スクープ2 世紀の凶悪監禁犯VS決死の生還劇（フジテレビ系列）
- 目撃！超逆転スクープ3 戦慄の凶悪犯VS決死の生還劇（フジテレビ系列）
- 目撃！超逆転スクープ4 娘を救え！命をかけた母の闘い愛と涙の生還SP（フジテレビ系列）
- 目撃！超逆転スクープ5 殺人者の微笑み（フジテレビ系列）
- 目撃！超逆転スクープ6 世界が震えたミラクルストーリー（フジテレビ系列）
- 目撃！超逆転スクープ7 家族を引き裂く衝撃のミステリー事件簿（フジテレビ系列）
- ザ・ノンフィクション（フジテレビ系列）
- 世界誘拐ファイルカメラが見た!犯行&救出の決定的瞬間 3時間スペシャル （フジテレビ系列）
- 世界怪盗ファイルカメラが見た!犯行&逮捕の決定的瞬間 3時間スペシャル （フジテレビ系列）
- 密着24時！タイキョの瞬間（フジテレビ系列）
- あす因縁のゴング!村田諒太の再戦直前S（フジテレビ系列）
- 息子誕生で迎えた防衛戦 ボクサー井上尚弥24歳 新たな旅立ちに密着！（フジテレビ系列）
- シルク日本最新作「キュリオス」上陸SP 橋本環奈とウド鈴木が見た"15の超人技"（フジテレビ系列）
- よっちょれ！〜よさこいが紡ぐ物語〜（フジテレビ系列）
- 池上彰が教えたい！実は…のハナシ。（日本テレビ系列）
- スッキリ（日本テレビ系列）
- 高校生クイズ (日本テレビ系列)
- 24時間テレビ 「愛は地球を救う」 (日本テレビ系列)
- 深層NEWS (BS日テレ)
- 世界を変えたブランド (BS日テレ)
- 体感！奇跡のリアルタイム（讀賣テレビ）
- 世にも不思議なランキング なんで?なんで?なんで? (TBS系列)
- メイドインジャパン (TBS系列)
- 天才絵師・伊藤若冲 世紀の傑作はこうして生まれた （BS-TBS）
- ザ・ドキュメンタリー (BS朝日)

### アフレコ・吹替え
- 星を追う子ども（新海誠監督作品）（若い機関士役）[3]
- ハンターズアドベンチャー（ミゲル・保安官役）
- エンドレス・フィアー（テッド役）

### WEB-CMナレーション
- ビフィコロンS（日清ファルマ）
- 水溶性化Q10（日清ファルマ）
- CATV

### サウンドロゴナレーション
- cybozu（サイボウズ）

### VPナレーション
- 内閣府防災訓練 47都道府県各自治体配布ビデオ
- 消防庁
- 東京図書
- パナソニック展示会
- 博報堂財団世界の子ども日本語ネットワーク推進ビデオ
- NPO法人通訳技能向上センター